# Brothers In Arms: Furious 4
Brothers in Arms: Furious 4 es un próximo videojuego sucesor de Brothers In Arms: Road to Hill 30 y Brothers In Arms: Hell's Highway desarrollado por Gearbox Software y publicado por Ubisoft. Fue presentado en el E3 2011
.

## Argumento
Tras su presentación en el E3 2011, Brothers In Arms: Furious 4 se presentó como un punto previo a los anteriores títulos de la serie Brothers In Arms tomando un enfoque distinto al de la Segunda Guerra Mundial. En lugar de representar las batallas en las que Sargento Matt Baker de la 101.ª División Aerotransportada era protagonista, esta vez la historia sigue a cuatro guerreros feroces miembros de una unidad aún sin nombre y sin miedo de seguimiento del propio Führer.

## Desarrollo
Cuando el tráiler CGI del juego fue presentado inmediatamente se hicieron comparaciones con la película Inglourious Basterds de Quentin Tarantino, avances recientes de la demostración del juego de Gearbox en la E3 describen el juego como una loca combinación de éxitos anteriores como Borderlands y más recientemente Bulletstorm en colaboración de People Can Fly y Epic Games. Las impresiones del juego han sido favorables hasta ahora, se centra en un juego con un estilo y arte únicos, acondicionados con un multijugador de hasta 4 jugadores en el modo campaña, un arsenal poco convencional y un interesante sistema de progreso estilo RPG parecido al de Borderlands.
Gearbox ha declarado que la serie de Brothers In Arms es más que sólo Matt Baker y la división 101, y que su próximo título Furious 4 no significa un reinicio que se apropiara de la serie de Baker. En el reciente Gearbox Community Day, el director creativo Mikey Neumann prometió que los fanes verían el capítulo final en la historia de Matt Baker.

## Personajes
- Chok : Un soldado nativo americano que utiliza hachas para despedazar a sus enemigos.
- Montana : Un leñador que se volvió un asesino de Nazis, porta un cañón de cadena.
- Crockett : Un nativo de Texas que utiliza un hierro de ganado para marcar a sus enemigos caídos.
- Stitch : Un irlandés mentalmente inestable que electrocuta a sus enemigos con una pistola TASER.

## Detalles
• Furious 4 sustituye el habitual realismo y autenticidad de la saga Brothers in Arms por un enfoque más arcade y desenfadado. 
• Los 4 protagonistas tendrán a su disposición un armamento exagerado conforme al tono del juego. Así encontraremos lanzallamas, tomahawks, bazookas, hachas, marcadores para reses o motosierras. 
• Los jugadores podrán obtener mejoras y atributos específicos de clases a medida que vayan subiendo de nivel. 
• Los enemigos en pantalla serán bastante numerosos aunque de vez en cuando los encontraremos solos lo que dará lugar a muertes gratuitamente gráficas. 
• Algunas escenas contarán con tiempo bala para dotar de mayor dramatismo al juego. 
• Cuando estemos en uso de la motosierra, la mira del Hud se convertirá en un rostro sonriente. 
• Nouredine Abboud señaló que al plantear las ideas para un nuevo Brothers in Arms todas resultaron ser grises y aburridas lo que dio lugar a una reimaginación de la saga, lo que sin embargo no significa que la historia de Matthew Baker de anteriores entregas de Brothers in Arms no vaya a continuar, respetando el tono del original. 
• A pesar de las similitudes con Borderlands y Inglorious Basterds, Abboud indica que Furious 4 no está inspirado por ninguno de estos títulos ya que su planteamiento se remonta a antes de su lanzamiento.